# Liste der Monuments historiques in Polignac (Charente-Maritime)
Die Liste der Monuments historiques in Polignac (Charente-Maritime) führt die Monuments historiques in der französischen Gemeinde Polignac auf.

## Liste der Bauwerke
| Bezeichnung       | Beschreibung              | Standort | Kennzeichnung | Schutzstatus | Datum | Bild           |
| ----------------- | ------------------------- | -------- | ------------- | ------------ | ----- | -------------- |
| Kirche St-Caprais | Erbaut im 16. Jahrhundert | (Lage)   | PA00104841    | Inscrit      | 1931  | weitere Bilder |

## Liste der Objekte

### Kirche St-Caprais
| Bezeichnung                             | Beschreibung           | Standort | Kennzeichnung | Schutzstatus | Datum | Bild |
| --------------------------------------- | ---------------------- | -------- | ------------- | ------------ | ----- | ---- |
| Glocke                                  | Bronze, 1738 gegossen  | (Lage)   | PM17000236    | Classé       | 1931  |      |
| Taufbecken                              | Stein, 15. Jahrhundert | (Lage)   | PM17000897    | Inscrit      | 1976  |      |
| Wandgemälde Petrus und Heiliger Caprais | 19. Jahrhundert        | (Lage)   | PM17000237    | Classé       | 1978  |      |